# 会社
会社（かいしゃ）は、英語のcompany（カンパニー）の訳語として明治期以降に使われるようになった用語であり、商行為または営利を目的とする社団法人で、各国の商法によって設立されたもの。イギリスにおけるcompany（カンパニー）のほか、アメリカにおけるcorporation（コーポレーション）の訳語としても用いられる。
日常用語としての「会社」は多くの場合、企業と同義だが、個人商店も企業に含まれるので、企業のほうが広い概念である。
それぞれの国で会社の種類について法的な定めがある（各国の節で解説する）。現在の日本の商法では、株式会社、合名会社、合資会社、合同会社の4種がある。
この概念の起源は欧州の国々やアメリカにあるので、まず欧州やアメリカにおける会社概念について解説し、その下で、日本が明治期以降にその概念をどのように消化・吸収し日本法に取り込んでいったか、どの国の制度を採用しどの国の制度を採用しなかったか、何は取り入れ何は取り入れなかったか解説する。

## イギリス
2006年会社法（Companies Act 2006）における会社（company）は以下のように分類される。このほか、特別法や勅許による会社（company）が存在する。
- 有限責任会社（limited company）
  - 株式有限責任会社（「株式会社」とも）（company limited by shares）：日本の株式会社に相当
  - 保証有限責任会社（「保証会社」、「保証有限会社」、「担保有限会社（中：擔保有限公司）」とも）（company limited by guarantee）：株式資本（share capital）を有するものとそうでないものがある。
- 無限責任会社（unlimited company）：日本の合名会社に相当

また、次のような分類もある。
- 公開会社（public company）：株式有限責任会社（company limited by shares）と株式資本を有する保証有限責任会社（company limited by guarantee and having a share capital）のうち、基本定款（certificate of incorporation）において公開会社である旨の定めをおき、かつ、公開会社としての登記または再登記に関する一定の要件を充足するもの。
  - 有限責任公開会社（public limited company）：公開会社である有限責任会社。原則として、その名称に"public limited company"または"p.l.c."（ウェールズの会社については、"cwmnicyfyngedig cyhoeddus"または"c.c.c."も可。）を付さなければならない。
- 私会社（private company）：公開会社以外の会社。
  - 有限責任私会社（private limited company）：原則として、その名称に"limited"または"ltd."（ウェールズの会社については"cyfyngedig"または"cyf."も可。）を付さなければならない。株式有限責任私会社（private company limited by shares）は有限会社に相当する。

このほか、ジェネラル・パートナーシップは、無限責任を負う組合員（partner）のみからなり、合名会社に相当する。リミテッド・パートナーシップは無限責任組合員（general partner）と有限責任組合員（limited partner）からなり、合資会社に相当する。また、各組合員の責任が限定されたリミテッド・ライアビリティ・パートナーシップ（limited liability partnership; LLP）も創設されており、これは法人格を有する点で他のパートナーシップと異なるが、合同会社や有限責任事業組合に相当する。

## アメリカ合衆国
アメリカ合衆国における会社形態で、最も一般的なのが、コーポレーション（corporation）であり、法人格を有し株主の有限責任が認められている点で日本の株式会社に近い。
公開会社（publicly held corporation）の数は1万社から1万5000社、一方、閉鎖会社（closely held corporation）は400万社以上と推定されている。公開会社は数の上では少ないが、1万社前後の公開会社によってアメリカの事業資産の90%以上が所有されているとされる。
ジェネラル・パートナーシップは、無限責任を負う組合員（partner）のみからなり、リミテッド・パートナーシップは無限責任組合員（general partner）と有限責任組合員（limited partner）からなる。1994年統一パートナーシップ法によると、ジェネラル・パートナーシップは、物的財産および人的財産をその名において所有し、また、その名において訴え、あるいは訴えられることができるなどとされている。
また、1970年代以降に各州で生まれたLLC（limited liability company）は、出資者全員の有限責任が認められると同時に、機関設計や意思決定手続が柔軟で、パススルー課税が認められることから、近年、中小規模の会社形態として選ばれることが増えている。

## ドイツ
ドイツ法では、組合（Gesellschaft）（会社（Handelsgesellschaft）を含む。）は資本会社（独: Kapitalgesellschaft）と人的組合（独: Personengesellschaft：定訳は人的会社だが、ここでは便宜上このように訳す。）に区別される。また、会社（Handelsgesellschaft）のうち、人的組合（独: Personengesellschaft）であるものは、人的会社（Personenhandelsgesellschaft）という。
- 資本会社（独: Kapitalgesellschaft ）：法人格を有し、法人課税が適用される。
  - 株式会社（独: Aktiengesellschaft;AG）：ドイツの株式法（AktG）を根拠法とし、会社（Handelsgesellschaft）とみなされる。一人会社が許容される。
  - 有限会社（独: Gesellschaft mit beschränkter Haftung;GmbH）：ドイツの有限会社法（GmbHG）を根拠法とし、会社（Handelsgesellschaft）とみなされる。一人会社が許容される。
    - 有限責任事業者会社（独: Unternehmergesellschaft (haftungsbeschränkt);UG (haftungsbeschränkt)：定訳はない）：2008年の改正有限会社法により創設された、EUR 1.00の資本金で設立できる“ミニ有限会社”（独: "Mini-GmbH"）。一人会社が許容される。

  - 株式合資会社 （独: Kommanditgesellschaft auf Aktien;KGaA）：ドイツの株式法（AktG）において、無限責任社員と株主からなる株式会社 (AG) の特殊形態とされる。無限責任社員が会社を代表し業務執行を行い、監査役会 (Aufsichtsrat) が業務を監査する。有限責任の法人を無限責任社員とすることで、事実上有限責任の会社形態として利用することもできる。
    - 株式・株式合資会社 (AG & Co. KGaA) : AGを無限責任社員とするKGaA
    - 有限株式合資会社 (GmbH & Co. KGaA) : GmbHを無限責任社員とするKGaA
    - Stiftung & Co. KGaA：財団法人を無限責任社員とするKGaA
- 人的組合（独: Personengesellschaft）：法人格は有せず、構成員課税が適用される。
  - 人的会社（独: Personenhandelsgesellschaft）
    - 合名会社 （独: offene Handelsgesellschaft;OHG）：ドイツの商法典（HGB）を根拠法とする会社（Handelsgesellschaft）。法人格は有しないにもかかわらず、法的主体性を有する。量販体制での事業経営を目的とする民法組合 (GbR) は自動的に OHG と見なされる。有限責任の法人を無限責任社員とすることで、事実上有限責任の会社形態として利用することもできる。
      - AG & Co. OHG : AGを無限責任社員とするOHG
      - 有限合名会社 (GmbH & Co. OHG) : GmbHを無限責任社員とするOHG

    - 合資会社 （独: Kommanditgesellschaft;KG）：ドイツの商法典（HGB）を根拠法とする会社（Handelsgesellschaft）で、合名会社 (OHG) の特殊形態とされる。OHG と同様に法人格は有しないにもかかわらず、法的主体性を有する。有限責任の法人を無限責任社員とすることで、事実上有限責任の会社形態として利用することもできる。
      - 株式・合資会社 (AG & Co. KG) : AGを無限責任社員とするKG
      - 有限合資会社 (GmbH & Co. KG) : GmbHを無限責任社員とするKG
      - UG (haftungsbeschränkt) & Co. KG : UGを無限責任社員とするKG
      - Stiftung & Co. KG：財団法人を無限責任社員とするKG
- 人的会社以外の人的組合は省略。

## フランス
フランス法においては、民法典により、組合（société；「会社」との訳もある。）は、「出資から生じることのある利益を分配し、又は節約の利益を得るために、共同事業に財産又は労務を出資することを契約により合意する2名又は数名の者によって、設立される。」として、民事組合（société civile；「民事会社」との訳も）と匿名組合（société en participation）が規定されている。さらに、商法（Code de commerce）により、組合のうち、形態または目的に照らして商事性を有するものは会社（société commerciale；「商事会社」との訳もある。）とされる（なお、会社法（la loi no 66-537 du 24 juillet 1966 sur les sociétés commerciales；「商事会社法」との訳もある。）施行前は原則として商行為を目的とするか否かにより商事性の有無が区別された。）。会社（商事会社）は、登記によって法人格を取得する。また、会社（商事会社）は、商人として扱われることとなる。
その形態によって、目的にかかわらず当然に会社（商事会社）とされるものは以下のとおり。
- 株式制会社（仏: société par actions：定訳はない。）：これらの会社形態では法人課税が適用される。株式会社に相当。
  - 株式会社（仏: société anonyme;SA）
  - 簡易株式制会社（仏: société par actions simplifiée;SAS：定訳はない）：株主総会と代表者は必置の機関であるが、取締役会等の機関について定款自治が認められている（設置義務がない）。1994年の法改正で新たに創設された会社形態。合弁会社や子会社としての利用を想定し、当初は設立時社員を2社以上の会社としていたが、1999年の法改正で社員資格を自然人に拡大し、一人簡易株式制会社（仏: SASU, SAS unipersonnelle）が許容されるようになった。
  - 株式合資会社（仏: société en commandite par actions;SCA）：株主 (commanditaires) と、株主から選任される無限責任社員 (commandités) とで構成される。無限責任社員は株主でもある。無限責任社員は商人資格（商行為を為し得る地位）を有する。無限責任社員の指名と株主の同意を得て選任される取締役 (gérant) が会社の業務執行を行い、取締役は株主で構成される監査役会 (conseil de surveillance) によって監督される。無限責任社員が本人自身を取締役に指名することもある。
- 有限会社（仏: société à responsabilité limitée;SARL）：1925年にドイツ法における有限会社（GmbH）に倣ってフランスに導入された。1985年の法改正により一人有限会社（仏: SARL unipersonnelle、実務上は有限責任一人企業 EURL, Entreprise unipersonnelle à responsabilité limitée と呼ばれる）が許容されている。法人課税が適用される。
- （単純）合資会社（仏: société en commandite simple;SCS）：フランスの税法では原則として無限責任社員に限り構成員課税である。法人課税を選択することもできる。
- 合名会社（仏: société en nom collectif;SNC）：フランスの税法では原則として構成員課税である。法人課税を選択することもできる。

以上のほか、民事組合（民事会社）（仏: société civile;SC）や匿名組合（仏: société en participation;SEP）、事実上の会社（société de fait）については目的によって会社（商事会社）とされ得るが、いずれも法人格を付与されることはない。

## ルクセンブルク
会社法（la loi du 10 août 1915 concernant les sociétés commerciales）では、商行為を目的とする組合（société）が会社（société commerciale）（「商事会社」との訳もある。）である。また、民事目的においても合名会社、（単純）合資会社、株式会社、株式合資会社、有限会社又は協同会社を設立することができ、その場合にはその取引は商事的なものとして商事法・商慣習に服することとなる（日本におけるかつての民事会社に相当）。
- 会社（société commerciale）
  - 固有の意味における会社（société commerciale proprement dite）：法人格を有する。
    - 合名会社（société en nom collectif）
    - （単純）合資会社（société en commandite simple）
    - 株式会社（société anonyme）
    - 株式合資会社（société en commandite par actions）
    - 有限会社（société à responsabilité limitée）
    - 協同組合（société coopérative）
    - 欧州会社（société européenne (SE)）：後述

  - 商事社団（association commerciale）：法人格を有しない。
    - 商事当座社団（association commerciale momentanée）
    - 商事匿名社団（association commerciale en participation）

## 欧州経済領域
欧州経済領域では、欧州会社法に基づく会社形態
- 欧州会社（羅: Societas Europaea (SE)）：株式会社に相当

その他のEU規則に基づく会社形態
- 欧州経済利益団体（英: European economic interest grouping (EEIG), 仏: Groupement européen d'intérêt économique (GEIE), 独: Europäische wirtschaftliche Interessenvereinigung (EWIV)）：フランス法における経済利益団体 (GIE) に倣って欧州経済領域に導入された。
- 欧州協同組合（羅: Societas Cooperativa Europaea (SCE)）：協同組合に相当

## 日本
現在の日本の商法では、株式会社、合名会社、合資会社、合同会社の4種がある。

### 日本での「会社」という用語の変遷、会社の歴史
明治時代、「会社」の語は、英語のcompanyの訳語としても用いられる一方で、大陸法の組合＝会社概念（羅societas、仏société、独Gesellschaft）の訳語として用いられた。すなわち、旧民法財産取得編第6章「会社」は会社契約（現在の組合契約）の規定を置き、民事目的の会社、すなわち民事会社（現在の民法上の組合。ただし、営利目的・事業・職業目的に限定される点、法人化することができる点において現在の新民法とは大きく異なる。）について規律し、商事目的の会社、すなわち商事会社については商法に規定を委ねていた（ただし、民事会社であっても「資本を株式に分つとき」は商法の規定が準用された。）。そして、これを受けて商法は会社（商事会社）として合名会社や株式会社の規定をおいた。
明治29年制定の新民法においては、政府案においてはやはり「会社」の語が用いられたが、衆議院にて「組合」に改められた。こうして、民法の「組合」と商法の「会社」というように、異なる語が用いられることとなったのである。
当初、商行為主義が採られていたことから、商法上は、会社とは、商行為を業として為すを目的とするもの（いわゆる商事会社）に限られる一方で、民法において、商法の会社の規定に従って営利目的社団法人（合名会社や株式会社）を設立することができる旨の規定がおかれ（いわゆる民事会社）、後に、商法にも民事会社の規定が置かれて商事会社と同様に商人として扱われることが明確化され、ついには民法から民事会社の規定が削除されるに至り、現在の会社法では商行為目的か否かによる区別は全くおかれていない。
幕末の日本で渋沢栄一は幕臣として将軍徳川慶喜の弟の清水昭武に同行してフランスに渡り、その地で資本主義、株式会社等について学び、帰国後、明治期以降に生涯で約500社もの会社を設立し経営に携わり（その他、およそ600もの社会福祉事業や民間外交にも尽力し）、渋沢が設立した会社の約6割は、改称や合併や国有化等それぞれの経緯を経つつも、何らかの形で現在も事業を継続しているので、渋沢栄一が設立した500の会社がどのように変遷していったか知ることは日本の会社の歴史の本流を理解するのに役立つ。

### 会社の定義
現行の日本法下では、会社法施行後においては株式会社、合名会社、合資会社および合同会社の4つが会社とされている（会社法2条1号）。いずれも、登記（商業登記）によって成立する。
従来は、商法第2編で定められていた株式会社、合名会社および合資会社（さらに昔は株式合資会社も）に加え、昭和13年に制定された有限会社法で有限会社の設立が認められていたが、2005年（平成17年）制定の新会社法で有限会社は株式会社に統合された。それとともに、出資者の有限責任が確保され、会社の内部関係については組合的規律が適用される新たな会社形態として合同会社が新設された。
会社法が施行される前は、会社は商法上は「商行為ヲ為スヲ業トスル目的ヲ以テ設立シタル社団」と定義され、株式会社、合資会社および合名会社の3種（株式合資会社の廃止前はこれを含む4種）とされていた。それに加えて有限会社も株式会社と同様に出資者を有限責任とする有限会社法の規定によって設立された会社であった。また「営利ヲ目的トスル社団」で商法第2編（会社）の規定によって設立された商行為をなすを業としないもの、営利目的であるが商法上の商行為に該当しない農林水産業などを営むもの（民事会社）も会社とみなされた。結局、学説においては会社の定義を「営利を目的とする社団法人」としていた。

### 会社の通有的性質
日本法上の会社の通有的性質として、営利を目的とする社団法人であるという点が挙げられる。
法人性
法人とは、団体自身の名において権利を有し義務を負う資格があることをいう。
もっとも、常に自然人と同様の権利能力を有するわけではなく、性質上又は法令による制限を受けるほか、定款に定められた目的によって制限を受ける。そして、目的外の行為は無効となるのが原則である（ウルトラ・ヴィーレスの法理）。かつては、判例は定款の目的条項を厳格に解釈していたが、後に柔軟な解釈をするようになり、今日では会社の行為が目的外であるとして無効とされることはまずない。
また、法人格の濫用又は法人格の形骸化が認められる場合には、判例上、法人格が否認されることがある（法人格否認の法理）。
営利法人性
営利法人とは、事業を行い、それによって得た利益を出資者に分配することを目的とする法人をいう。
社団性
社団とは、伝統的な民法学説によると、構成員が、構成員どうしの契約によって結び付くのではなく、団体との関係（社員関係）を介して間接的に結び付く団体をいう。この点で、構成員どうしの契約関係で結び付く組合と区別される。もっとも、会社が社団であるという場合には、もはやこのような民法学説は前提とすることができないと考えられている。そもそも合名会社や合資会社には組合類似の規律がなされているからである。会社における社団性とは、単に人の集まりという意味（すなわち、財団とは異なり、構成員（社員）が存在するということ）以上のものではないと考えられている。社団の構成員を社員といい、会社の社員（株式会社においては株主と呼ばれる。）は会社の出資者であり、会社の経営に対する最終的なコントロール権が付与されている。

### 会社の数
2008年（平成20年）10月末現在、会社法上の会社は334万1000社（清算中の会社を除く）あり、うち株式会社（特例有限会社を除く）が139万4000社、合名会社が1万8000社、合資会社が8万5000社、合同会社が、1万4000社である。
また、2007年（平成19年）において、会社法上の会社の設立件数は10万1981件、うち株式会社が9万5363件（93.5%）、合名会社が52件（0.0%）、合資会社が490件（0.5%）、合名会社が6076件（6.0%）であった。

### 廃止された会社形態
- 株式合資会社（昭和25年改正前商法、昭和26年7月1日に改正法が施行されてから、5年の経過期間を経て廃止）
- 有限会社（旧有限会社法、2006年（平成18年）5月1日に会社法施行によって廃止され、株式会社の一種である「特例有限会社」として存続）

### 会社類似の社団法人
以下のは社団法人、会社と同種のもの又は会社に類似するものであり、いずれも商法上の商人と位置付けられる。
特定目的会社
資産の流動化に関する法律に基づき設立される、資産流動化取引のための特別目的会社としての利用が想定された社団法人。
投資法人
投資信託及び投資法人に関する法律に基づき設立される、会社型投資信託のための特別目的会社としての利用が想定された社団法人。会社と同じく商人である。
外国会社
外国の法律に準拠して設立された社団法人。会社と同種のもの又は会社に類似するものである。

### 社団法人
以下の社団法人は、名称に「会社」を含んでいる、もしくは持分会社の規定を準拠しているという特徴を有するが、いずれも会社ではなく、商法上の商人にも該当しない。
相互会社
保険業法に基づき設立される、保険会社としての利用が想定された社団法人。社団法人であるが、社員と保険の加入者が一致する構造であることから、営利(対外的営利活動による利益の分配)を目的としない。
監査法人・税理士法人・弁護士法人・司法書士法人・行政書士法人・特許業務法人・土地家屋調査士法人・社会保険労務士法人
それぞれ公認会計士法、税理士法、弁護士法、司法書士法、行政書士法、弁理士法、土地家屋調査士法、社会保険労務士法に基づき設立される特殊な法人であり、持分会社の規定の一部を各士業の特性に合わせて準用している。法人の利益を社員に分配し得るため営利法人に分類されるが、当該社員の資格は原則として国家資格保有者に限定されており、上記の根拠法に基づき種々の規制が課せられるため、その営利性は会社よりも限定的である。

## 各国の会社
各国の主として営利目的に利用される一般的な会社、組合の形態をおおざっぱに整理したものである。
| 法域                               | 法域                                                         | 有限責任の構成員のみから構成されるもの                                                            | 有限責任の構成員のみから構成されるもの                                                                        | 有限責任の構成員のみから構成されるもの                                                                   | 有限責任の構成員と無限責任の構成員から構成されるもの                                                       | 有限責任の構成員と無限責任の構成員から構成されるもの                          | 無限責任の構成員のみから構成されるもの | 無限責任の構成員のみから構成されるもの |
| 法域                               | 法域                                                         | 公開型の株式会社に相当するもの                                                                    | 閉鎖型の株式会社に相当するもの                                                                                | その他                                                                                                   | 株式合資会社に相当するもの                                                                                 | 合資会社に相当するもの                                                        | 合名会社に相当するもの | その他                                 |
| ---------------------------------- | ------------------------------------------------------------ | ------------------------------------------------------------------------------------------------- | --- | --- | --- | ----------------------------------------------------------------------------- | --- | -------------------------------------- |
| アメリカ合衆国 デラウェア州        | アメリカ合衆国 デラウェア州                                  |                                                                                                   | close corporations                                                                                            | limited liability companies                                                                              | limited partnerships                                                                                       | limited partnerships                                                          | general partnerships |                                        |
| アメリカ合衆国 デラウェア州        | アメリカ合衆国 デラウェア州                                  | stock corporations                                                                                | | limited liability companies                                                                              | limited partnerships                                                                                       | limited partnerships                                                          | general partnerships |                                        |
| 日本                               | 日本                                                         | 公開会社                                                                                          | 公開会社でない株式会社                                                                                        | 合同会社                                                                                                 | N/A | 合資会社                                                                      | 合名会社 |                                        |
| 日本                               | 日本                                                         | 株式会社                                                                                          | 株式会社 | 有限責任事業組合                                                                                         | N/A | 合資会社                                                                      | 合名会社 |                                        |
| 大韓民国                           | 大韓民国                                                     | 주식회사 / 株式會社                                                                               | 유한회사 / 有限會社                                                                                           | | | 합자회사 / 合資會社                                                           | 합명회사 / 合名會社 |                                        |
| 中華人民共和国(香港・マカオを除く) | 中華人民共和国(香港・マカオを除く)                           | 上市公司の股份有限公司 （設立時2～200名の発起人）                                                 | 上市公司ではない股份有限公司 （設立時2～200名の発起人）                                                       | 一人有限責任公司 （一個人または一法人が株主）国有独資公司 （政府単独出資）有限責任公司 （2～50名の株主） | | 有限合作企業                                                                  | 普通合作企業 | 全民所有制企業集団所有制企業           |
| 香港                               | 香港                                                         | 公衆股份有限公司 /public companies limited by shares                                              | 私人股份有限公司 /private companies limited by shares                                                         | 無股本的担保有限公司 /companies limited by guarantee not having a share capital                          | |                                                                               | 有股本的私人無限公司 /private companies unlimited by shares有股本的公衆無限公司 /public companies unlimited by shares                      |                                        |
| 中華民国(台湾)                     | 中華民国(台湾)                                               | 股份有限公司                                                                                      | 有限公司 | | | 兩合公司                                                                      | 無限公司 |                                        |
|                                    | 欧州経済領域諸国                                             | Societas Europaea                                                                                 | N/A | N/A | N/A | N/A                                                                           | la groupement européen d'intérêt économique / european economic interest groupings / die Europäische wirtschaftliche Interessenvereinigung |                                        |
| ベルギー                           | la société anonyme / de naamloze vennootschap                | la société privée à responsabilité limitée / besloten vennootschap met beperkte aansprakelijkheid | | la société en commandite par actions / commanditaire vennootschap op aandelen                            | la société en commandite simple / Gewone commanditaire vennootschap                                        | la société en nom collectif /vennootschap onder firma                         | |                                        |
| デンマーク                         | aktieselskaber                                               | anpartselskaber                                                                                   | | | kommanditselskab                                                                                           | interessentskab                                                               | |                                        |
| ドイツ                             | die Aktiengesellschaft                                       | die Gesellschaft mit beschränkter Haftung                                                         | | die Kommanditgesellschaft auf Aktien                                                                     | die Kommanditgesellschaft                                                                                  | die offene Handelsgesellschaft                                                | |                                        |
| ギリシャ                           | ανώνυμη εταιρία                                              | εταιρία περιομένης ευθύνης                                                                        | | | ετερόρρυθμος εταιρία                                                                                       | ομόρρυθμος εταιρία                                                            | |                                        |
| スペイン                           | la sociedad anónima                                          | la sociedad de responsabilidad limitada                                                           | | | la sociedad comanditaria                                                                                   | la sociedad colectiva                                                         | |                                        |
| フランス共和国                     | la société anonyme                                           | la société à responsabilité limitée                                                               | | la société en commandite par actions                                                                     | la société en commandite simple                                                                            | la société en nom collectif                                                   | |                                        |
| フランス共和国                     | la société anonyme                                           | la société par actions simplifiée                                                                 | la groupement d'intérêt économique                                                                            | la société en commandite par actions                                                                     | la société en commandite simple                                                                            |                                                                               | |                                        |
| アイルランド                       | public companies limited by shares                           | private companies limited by shares                                                               | | | |                                                                               | |                                        |
| アイルランド                       | companies limited by shares                                  |                                                                                                   | | | |                                                                               | |                                        |
| アイルランド                       | public companies limited by guarantee having a share capital | private companies limited by guarantee having a share capital                                     | | | |                                                                               | |                                        |
| アイルランド                       | companies limited by guarantee having a share capital        |                                                                                                   | | | |                                                                               | |                                        |
| イタリア                           | società per azioni                                           | società a responsabilità limitata                                                                 | | società in accomandita per azioni                                                                        | società in accomandita semplice                                                                            | società in nome collettivo                                                    | |                                        |
| ルクセンブルク                     | la société anonyme                                           | la société à responsabilité limitée                                                               | | la société en commandite par actions                                                                     | la société en commandite simple                                                                            | la société en nom collectif                                                   | |                                        |
| オランダ                           | de naamloze vennootschap                                     | de besloten vennootschap met beperkte aansprakelijkheid                                           | | | de commanditaire vennootschap                                                                              | de vennootschap onder firma                                                   | |                                        |
| オーストリア                       | die Aktiengesellschaft                                       | die Gesellschaft mit beschränkter Haftung                                                         | | | die Kommanditgesellschaft                                                                                  | die offene Gesellschaft                                                       | |                                        |
| ポルトガル                         | a sociedade anónima de responsabilidade limitada             | a sociedade por quotas de responsabilidade limitada                                               | | a sociedade em comandita por acções                                                                      | a sociedade em comandita simples                                                                           | a sociedade em nome colectivo                                                 | |                                        |
| フィンランド                       | julkinen osakeyhtiö / publikt aktiebolag                     |                                                                                                   | | | kommandiittiyhtiö /kommanditbolag                                                                          | avoin yhtiö /öppet bolag                                                      | |                                        |
| フィンランド                       | osakeyhtiö / aktiebolag                                      |                                                                                                   | | | kommandiittiyhtiö /kommanditbolag                                                                          | avoin yhtiö /öppet bolag                                                      | |                                        |
| スウェーデン                       | publikt aktiebolag                                           |                                                                                                   | | | kommanditbolag                                                                                             | handelsbolag                                                                  | |                                        |
| スウェーデン                       | aktiebolag                                                   |                                                                                                   | | | kommanditbolag                                                                                             | handelsbolag                                                                  | |                                        |
| イギリス                           | public companies limited by shares                           | private companies limited by shares                                                               | limited liability partnerships                                                                                | N/A | limited partnerships                                                                                       | general partnerships                                                          | |                                        |
| イギリス                           | companies limited by shares                                  |                                                                                                   | limited liability partnerships                                                                                | N/A | limited partnerships                                                                                       | general partnerships                                                          | |                                        |
| イギリス                           | public companies limited by guarantee having a share capital | private companies limited by guarantee having a share capital                                     | companies limited by guarantee not having a share capital                                                     | N/A | limited partnerships                                                                                       | unlimited companies                                                           | |                                        |
| イギリス                           | companies limited by guarantee having a share capital        |                                                                                                   | companies limited by guarantee not having a share capital                                                     | N/A | limited partnerships                                                                                       | unlimited companies                                                           | |                                        |
| イギリス                           | companies limited by guarantee                               |                                                                                                   | | N/A | limited partnerships                                                                                       | unlimited companies                                                           | |                                        |
| スイス                             | スイス                                                       | die Aktiengesellschaft / la société anonyme / società anonima                                     | die Gesellschaft mit beschränkter Haftung / la société à responsabilité limitée / società a garanzia limitata | | die Kommanditaktiengesellschaft / la société en commandite par actions / società in accomandita per azioni | die Kommanditgesellschaft / la société en commandite / società in accomandita | die Kollektivgesellschaft / la société en nom collectif / società in nome collettivo                                                       |                                        |